# ATP Tour 2008
L'edizione 2008 dell'ATP Tour si è conclusa il 16 novembre. Rafael Nadal ha conquistato 18 piazzamenti.
L'ATP Tour è una serie di tornei maschili di tennis organizzati dall'ATP. Questa include i tornei del Grande Slam (organizzati in collaborazione con la International Tennis Federation (ITF)), il Tennis Masters Cup, i tornei dell'ATP Masters Series, dell'International Series Gold e dell'International Series.

## Calendario
Legenda
| Grande Slam                   |
| ATP World Tour Finals         |
| ATP Masters Series            |
| ATP International Series Gold |
| ATP International Series      |
| Torneo a squadre              |

### Gennaio
| Settimana        | Torneo | Campioni                                            | Finalisti                     | Semifinalisti                      | Eliminati ai quarti                                                     |
| ---------------- | --- | --------------------------------------------------- | ----------------------------- | ---------------------------------- | ----------------------------------------------------------------------- |
| 29 dicembre 2007 | Hopman Cup 2008 Perth, Australia Hopman Cup Cemento Indoor - 8 squadre (RR)                                                           | Stati Uniti 2-1                                     | Serbia                        |                                    |                                                                         |
| 31 dicembre 2007 | Next Generation Adelaide International 2008 Adelaide, Australia International Series 465 000 $ - Cemento - 32S/16D Singolare - Doppio | Michaël Llodra 6–3, 6–4                             | Jarkko Nieminen               | Jo-Wilfried Tsonga Joseph Sirianni | Lleyton Hewitt Vince Spadea Benjamin Becker Paul-Henri Mathieu          |
| 31 dicembre 2007 | Next Generation Adelaide International 2008 Adelaide, Australia International Series 465 000 $ - Cemento - 32S/16D Singolare - Doppio | Martín García Marcelo Melo 6–3, 3–6, [10–7]         | Chris Guccione Robert Smeets  | Jo-Wilfried Tsonga Joseph Sirianni | Lleyton Hewitt Vince Spadea Benjamin Becker Paul-Henri Mathieu          |
| 31 dicembre 2007 | Chennai Open 2008 Chennai, India International Series 436 000 $ - Cemento - 32S/16D Singolare - Doppio                                | Michail Južnyj 6–0, 6–1                             | Rafael Nadal                  | Carlos Moyá Marin Čilić            | Guillermo García López Florent Serra Xavier Malisse Robin Haase         |
| 31 dicembre 2007 | Chennai Open 2008 Chennai, India International Series 436 000 $ - Cemento - 32S/16D Singolare - Doppio                                | Sanchai Ratiwatana Sonchat Ratiwatana 6–4, 7–5      | Marcos Baghdatis Marc Gicquel | Carlos Moyá Marin Čilić            | Guillermo García López Florent Serra Xavier Malisse Robin Haase         |
| 31 dicembre 2007 | Qatar ExxonMobil Open 2008 Doha, Qatar International Series 1 049 000 $ - Cemento - 32S/16D Singolare - Doppio                        | Andy Murray 6–4, 4–6, 6–2                           | Stan Wawrinka                 | Nikolaj Davydenko Ivan Ljubičić    | Dmitrij Tursunov Thomas Johansson Philipp Kohlschreiber Agustín Calleri |
| 31 dicembre 2007 | Qatar ExxonMobil Open 2008 Doha, Qatar International Series 1 049 000 $ - Cemento - 32S/16D Singolare - Doppio                        | Philipp Kohlschreiber David Škoch 6–4, 4–6, [11–9]  | Jeff Coetzee Wesley Moodie    | Nikolaj Davydenko Ivan Ljubičić    | Dmitrij Tursunov Thomas Johansson Philipp Kohlschreiber Agustín Calleri |
| 7 gennaio 2008   | Heineken Open 2008 Auckland, Nuova Zelanda International Series 464 000 $ - Cemento - 32S/16D Singolare - Doppio                      | Philipp Kohlschreiber 7–6(4), 7–5                   | Juan Carlos Ferrero           | Julien Benneteau Juan Mónaco       | David Ferrer Nicolás Massú Michaël Llodra Florian Mayer                 |
| 7 gennaio 2008   | Heineken Open 2008 Auckland, Nuova Zelanda International Series 464 000 $ - Cemento - 32S/16D Singolare - Doppio                      | Luis Horna Juan Mónaco 6–4, 3–6, [10–7]             | Xavier Malisse Jürgen Melzer  | Julien Benneteau Juan Mónaco       | David Ferrer Nicolás Massú Michaël Llodra Florian Mayer                 |
| 7 gennaio 2008   | Medibank International 2008 Sydney, Australia International Series 465 000 $ - Cemento - 32S/16D Singolare - Doppio                   | Dmitrij Tursunov 7–6(3), 7–6(4)                     | Chris Guccione                | Fabrice Santoro Radek Štěpánek     | Sébastien Grosjean Evgenij Korolëv Tomáš Berdych Agustín Calleri        |
| 7 gennaio 2008   | Medibank International 2008 Sydney, Australia International Series 465 000 $ - Cemento - 32S/16D Singolare - Doppio                   | Richard Gasquet Jo-Wilfried Tsonga 4–6, 6–4, [11–9] | Bob Bryan Mike Bryan          | Fabrice Santoro Radek Štěpánek     | Sébastien Grosjean Evgenij Korolëv Tomáš Berdych Agustín Calleri        |
| 14 gennaio 2008  | Australian Open 2008 Melbourne, Australia Grande Slam AU9 609 870 $ - Cemento 128S/64D/32X Singolare - Doppio - Doppio misto          | Novak Đoković 4–6, 6–4, 6–3, 7–6(2)                 | Jo-Wilfried Tsonga            | Roger Federer Rafael Nadal         | James Blake David Ferrer Michail Južnyj Jarkko Nieminen                 |
| 14 gennaio 2008  | Australian Open 2008 Melbourne, Australia Grande Slam AU9 609 870 $ - Cemento 128S/64D/32X Singolare - Doppio - Doppio misto          | Jonathan Erlich Andy Ram 7–5, 7–6(4)                | Arnaud Clément Michaël Llodra | Roger Federer Rafael Nadal         | James Blake David Ferrer Michail Južnyj Jarkko Nieminen                 |
| 14 gennaio 2008  | Australian Open 2008 Melbourne, Australia Grande Slam AU9 609 870 $ - Cemento 128S/64D/32X Singolare - Doppio - Doppio misto          | Nenad Zimonjić Sun Tiantian 7–6(4), 6–4             | Mahesh Bhupathi Sania Mirza   | Roger Federer Rafael Nadal         | James Blake David Ferrer Michail Južnyj Jarkko Nieminen                 |
| 28 gennaio 2008  | Movistar Open 2008 Viña del Mar, Cile International Series 462 000 $ - Terra rossa - 32S/16D Singolare - Doppio                       | Fernando González walkover                          | Juan Mónaco                   | Pablo Cuevas Santiago Ventura      | Carlos Berlocq José Acasuso Juan Pablo Brzezicki Fabio Fognini          |
| 28 gennaio 2008  | Movistar Open 2008 Viña del Mar, Cile International Series 462 000 $ - Terra rossa - 32S/16D Singolare - Doppio                       | José Acasuso Sebastián Prieto 6–1, 3–0 r            | Máximo González Juan Mónaco   | Pablo Cuevas Santiago Ventura      | Carlos Berlocq José Acasuso Juan Pablo Brzezicki Fabio Fognini          |

### Febbraio
| Settimana   | Torneo | Torneo                                            | Finalista                             | Semifinalisti                        | Quarti                                                         |
| ----------- | --- | ------------------------------------------------- | ------------------------------------- | ------------------------------------ | -------------------------------------------------------------- |
| 11 febbraio | Brasil Open 2008 Costa do Sauípe, Brasile International Series 485 000 $ Terra rossa Singolare - Doppio                                                        | Nicolás Almagro 7–6(4), 3–6, 7–5                  | Carlos Moyá                           | Nicolás Lapentti Fabio Fognini       | Óscar Hernández Eduardo Schwank Ivo Minář Filippo Volandri     |
| 11 febbraio | Brasil Open 2008 Costa do Sauípe, Brasile International Series 485 000 $ Terra rossa Singolare - Doppio                                                        | Marcelo Melo André Sá 4–6, 6–2, [10–7]            | Albert Montañés Santiago Ventura      | Nicolás Lapentti Fabio Fognini       | Óscar Hernández Eduardo Schwank Ivo Minář Filippo Volandri     |
| 11 febbraio | Delray Beach ITC 2008 Delray Beach, USA International Series 436 000 $ Cemento Singolare - Doppio                                                              | Kei Nishikori 3–6, 6–1, 6–4                       | James Blake                           | Robby Ginepri Sam Querrey            | Igor' Kunicyn Mardy Fish Vince Spadea Bobby Reynolds           |
| 11 febbraio | Delray Beach ITC 2008 Delray Beach, USA International Series 436 000 $ Cemento Singolare - Doppio                                                              | Maks Mirny Jamie Murray 6–4, 3–6, [10–6]          | Bob Bryan Mike Bryan                  | Robby Ginepri Sam Querrey            | Igor' Kunicyn Mardy Fish Vince Spadea Bobby Reynolds           |
| 11 febbraio | Open 13 2008 Marsiglia, Francia International Series 534 000 € Cemento indoor Singolare - Doppio                                                               | Andy Murray 6–3, 6–4                              | Mario Ančić                           | Paul-Henri Mathieu Marcos Baghdatis  | Gilles Simon Nicolas Mahut Michail Južnyj Robin Söderling      |
| 11 febbraio | Open 13 2008 Marsiglia, Francia International Series 534 000 € Cemento indoor Singolare - Doppio                                                               | Martin Damm Pavel Vízner 7–6(0), 7–5              | Yves Allegro Jeff Coetzee             | Paul-Henri Mathieu Marcos Baghdatis  | Gilles Simon Nicolas Mahut Michail Južnyj Robin Söderling      |
| 18 febbraio | Copa Telmex 2008 Buenos Aires, Argentina International Series 485 000 $ Terra rossa Singolare - Doppio                                                         | David Nalbandian 3–6, 7–6(5), 6–4                 | José Acasuso                          | Juan Ignacio Chela Filippo Volandri  | Potito Starace Nicolás Almagro Igor' Andreev Agustín Calleri   |
| 18 febbraio | Copa Telmex 2008 Buenos Aires, Argentina International Series 485 000 $ Terra rossa Singolare - Doppio                                                         | Agustín Calleri Luis Horna 6–0, 6(6)–7, [10–2]    | Werner Eschauer Peter Luczak          | Juan Ignacio Chela Filippo Volandri  | Potito Starace Nicolás Almagro Igor' Andreev Agustín Calleri   |
| 18 febbraio | Rotterdam Open 2008 Rotterdam, Paesi Bassi International Series Gold 765 000 € Cemento indoor Singolare - Doppio                                               | Michaël Llodra 6(3)–7, 6–3, 7–6(4)                | Robin Söderling                       | Gilles Simon Ivo Karlović            | Andreas Seppi Tejmuraz Gabašvili Miša Zverev Robin Haase       |
| 18 febbraio | Rotterdam Open 2008 Rotterdam, Paesi Bassi International Series Gold 765 000 € Cemento indoor Singolare - Doppio                                               | Tomáš Berdych Dmitrij Tursunov 7–5, 3–6, [10–7]   | Philipp Kohlschreiber Michail Južnyj  | Gilles Simon Ivo Karlović            | Andreas Seppi Tejmuraz Gabašvili Miša Zverev Robin Haase       |
| 18 febbraio | SAP Open 2008 San José, USA International Series 436 000 $ Cemento indoor Singolare - Doppio                                                                   | Andy Roddick 6–4, 7–5                             | Radek Štěpánek                        | Guillermo García López Robby Ginepri | Mardy Fish John Isner Lu Yen-hsun James Blake                  |
| 18 febbraio | SAP Open 2008 San José, USA International Series 436 000 $ Cemento indoor Singolare - Doppio                                                                   | Scott Lipsky David Martin 7–6(4), 7–5             | Bob Bryan Mike Bryan                  | Guillermo García López Robby Ginepri | Mardy Fish John Isner Lu Yen-hsun James Blake                  |
| 25 febbraio | Abierto Mexicano de Tenis 2008 Acapulco, Messico International Series Gold 794 000 $ Terra rossa Singolare - Doppio                                            | Nicolás Almagro 6–1, 7–6(1)                       | David Nalbandian                      | Luis Horna José Acasuso              | Potito Starace Agustín Calleri Marcel Granollers Nicolás Massú |
| 25 febbraio | Abierto Mexicano de Tenis 2008 Acapulco, Messico International Series Gold 794 000 $ Terra rossa Singolare - Doppio                                            | Oliver Marach Michal Mertiňák 6–2, 6(3)–7, [10–7] | Agustín Calleri Luis Horna            | Luis Horna José Acasuso              | Potito Starace Agustín Calleri Marcel Granollers Nicolás Massú |
| 25 febbraio | Regions Morgan Keegan Championships and the Cellular South Cup 2008 Memphis, Stati Uniti International Series Gold 769 000 $ Cemento indoor Singolare - Doppio | Steve Darcis 6–3, 7–6(5)                          | Robin Söderling                       | Radek Štěpánek Jonas Björkman        | Andy Roddick Chris Guccione Benjamin Becker Donald Young       |
| 25 febbraio | Regions Morgan Keegan Championships and the Cellular South Cup 2008 Memphis, Stati Uniti International Series Gold 769 000 $ Cemento indoor Singolare - Doppio | Mahesh Bhupathi Mark Knowles 7–6(5), 6–2          | Sanchai Ratiwatana Sonchat Ratiwatana | Radek Štěpánek Jonas Björkman        | Andy Roddick Chris Guccione Benjamin Becker Donald Young       |
| 25 febbraio | PBZ Zagreb Indoors 2008 Zagabria, Croazia International Series 370 250 € Cemento indoor Singolare - Doppio                                                     | Serhij Stachovs'kyj 7–5, 6–4                      | Ivan Ljubičić                         | Mario Ančić Simone Bolelli           | Tejmuraz Gabašvili Robin Haase Olivier Rochus Janko Tipsarević |
| 25 febbraio | PBZ Zagreb Indoors 2008 Zagabria, Croazia International Series 370 250 € Cemento indoor Singolare - Doppio                                                     | Paul Hanley Jordan Kerr 6–3, 3–6, [10–8]          | Christopher Kas Rogier Wassen         | Mario Ančić Simone Bolelli           | Tejmuraz Gabašvili Robin Haase Olivier Rochus Janko Tipsarević |

### Marzo
| Settimana | Torneo | Vincitori                                        | Finalisti                    | Semifinalisti                   | Quarti                                                     |
| --------- | --- | ------------------------------------------------ | ---------------------------- | ------------------------------- | ---------------------------------------------------------- |
| 3 marzo   | Dubai Tennis Championships 2008 Dubai, Emirati Arabi Uniti International Series Gold 1 426 000 $ Cemento Singolare - Doppio | Andy Roddick 6(8)–7, 6–4, 6–2                    | Feliciano López              | Nikolaj Davydenko Novak Đoković | Andy Murray David Ferrer Igor' Andreev Rafael Nadal        |
| 3 marzo   | Dubai Tennis Championships 2008 Dubai, Emirati Arabi Uniti International Series Gold 1 426 000 $ Cemento Singolare - Doppio | Mahesh Bhupathi Mark Knowles 7–5, 7–6(7)         | Martin Damm Pavel Vízner     | Nikolaj Davydenko Novak Đoković | Andy Murray David Ferrer Igor' Andreev Rafael Nadal        |
| 3 marzo   | Tennis Channel Open 2008 Las Vegas, USA International Series 500 000 $ Cemento Singolare - Doppio                           | Sam Querrey 4–6, 6–3, 6–4                        | Kevin Anderson               | Robby Ginepri Guillermo Cañas   | Evgenij Korolëv Ernests Gulbis Amer Delić Julien Benneteau |
| 3 marzo   | Tennis Channel Open 2008 Las Vegas, USA International Series 500 000 $ Cemento Singolare - Doppio                           | Julien Benneteau Michaël Llodra 6–4, 4–6, [10–8] | Bob Bryan Mike Bryan         | Robby Ginepri Guillermo Cañas   | Evgenij Korolëv Ernests Gulbis Amer Delić Julien Benneteau |
| 10 marzo  | Indian Wells Open 2008 Indian Wells, USA Masters Series 3 589 000 $ Cemento Singolare - Doppio                              | Novak Đoković 6–2, 5–7, 6–3                      | Mardy Fish                   | Roger Federer Rafael Nadal      | Tommy Haas David Nalbandian Stan Wawrinka James Blake      |
| 10 marzo  | Indian Wells Open 2008 Indian Wells, USA Masters Series 3 589 000 $ Cemento Singolare - Doppio                              | Jonathan Erlich Andy Ram 6–4, 6–4                | Daniel Nestor Nenad Zimonjić | Roger Federer Rafael Nadal      | Tommy Haas David Nalbandian Stan Wawrinka James Blake      |
| 24 marzo  | Sony Ericsson Open 2008 Miami, USA Masters Series 3 770 000 $ Cemento Singolare - Doppio                                    | Nikolaj Davydenko 6–4, 6–2                       | Rafael Nadal                 | Andy Roddick Tomáš Berdych      | Roger Federer Janko Tipsarević Igor' Andreev James Blake   |
| 24 marzo  | Sony Ericsson Open 2008 Miami, USA Masters Series 3 770 000 $ Cemento Singolare - Doppio                                    | Bob Bryan Mike Bryan 6–2, 6–2                    | Mahesh Bhupathi Mark Knowles | Andy Roddick Tomáš Berdych      | Roger Federer Janko Tipsarević Igor' Andreev James Blake   |

### Aprile
| Settimana | Torneo | Vincitori                                        | Finalisti                            | Semifinalisti                        | Quarti                                                           |
| --------- | --- | ------------------------------------------------ | ------------------------------------ | ------------------------------------ | ---------------------------------------------------------------- |
| 14 aprile | Estoril Open 2008 Estoril, Portogallo International Series 370 000 € Terra rossa Singolare - Doppio                     | Roger Federer 7–6(5), 1–2 rit.                   | Nikolaj Davydenko                    | Denis Gremelmayr Florent Serra       | Frederico Gil Jiří Vaněk Flavio Cipolla Marc Gicquel             |
| 14 aprile | Estoril Open 2008 Estoril, Portogallo International Series 370 000 € Terra rossa Singolare - Doppio                     | Jeff Coetzee Wesley Moodie 6–2, 4–6, [10–8]      | Jamie Murray Kevin Ullyett           | Denis Gremelmayr Florent Serra       | Frederico Gil Jiří Vaněk Flavio Cipolla Marc Gicquel             |
| 14 aprile | U.S. Men's Clay Court Championships 2008 Houston, USA International Series 436 000 $ Terra rossa Singolare - Doppio     | Marcel Granollers 6–4, 1–6, 7–5                  | James Blake                          | Óscar Hernández Wayne Odesnik        | Agustín Calleri Mardy Fish Marcos Daniel Sergio Roitman          |
| 14 aprile | U.S. Men's Clay Court Championships 2008 Houston, USA International Series 436 000 $ Terra rossa Singolare - Doppio     | Ernests Gulbis Rainer Schüttler 7–5, 7–6(3)      | Pablo Cuevas Marcel Granollers       | Óscar Hernández Wayne Odesnik        | Agustín Calleri Mardy Fish Marcos Daniel Sergio Roitman          |
| 14 aprile | Open de Tenis Comunidad Valenciana 2008 Valencia, Spagna International Series 370 000 € Terra rossa Singolare - Doppio  | David Ferrer 4–6, 6–2, 7–6(2)                    | Nicolás Almagro                      | Tommy Robredo Evgenij Korolëv        | Fernando Verdasco Potito Starace Robin Haase Juan Mónaco         |
| 14 aprile | Open de Tenis Comunidad Valenciana 2008 Valencia, Spagna International Series 370 000 € Terra rossa Singolare - Doppio  | Máximo González Juan Mónaco 7–5, 7–5             | Travis Parrott Filip Polášek         | Tommy Robredo Evgenij Korolëv        | Fernando Verdasco Potito Starace Robin Haase Juan Mónaco         |
| 21 aprile | Monte Carlo Masters 2008 Monte Carlo, Monaco Masters Series 2 270 000 € Terra rossa Singolare - Doppio                  | Rafael Nadal 7–5, 7–5                            | Roger Federer                        | Novak Đoković Nikolaj Davydenko      | David Nalbandian Sam Querrey Igor' Andreev David Ferrer          |
| 21 aprile | Monte Carlo Masters 2008 Monte Carlo, Monaco Masters Series 2 270 000 € Terra rossa Singolare - Doppio                  | Rafael Nadal Tommy Robredo 6–3, 6–3              | Mahesh Bhupathi Mark Knowles         | Novak Đoković Nikolaj Davydenko      | David Nalbandian Sam Querrey Igor' Andreev David Ferrer          |
| 28 aprile | Torneo Godó 2008 Barcellona, Spagna International Series Gold 824 000 € Terra rossa Singolare - Doppio                  | Rafael Nadal 6–1, 4–6, 6–1                       | David Ferrer                         | Denis Gremelmayr Stan Wawrinka       | Juan Ignacio Chela Nicolás Almagro Albert Montañés Tommy Robredo |
| 28 aprile | Torneo Godó 2008 Barcellona, Spagna International Series Gold 824 000 € Terra rossa Singolare - Doppio                  | Bob Bryan Mike Bryan 6–3, 6–2                    | Mariusz Fyrstenberg Marcin Matkowski | Denis Gremelmayr Stan Wawrinka       | Juan Ignacio Chela Nicolás Almagro Albert Montañés Tommy Robredo |
| 28 aprile | Internazionali di Tennis di Baviera 2008 Monaco, Germania International Series 370 000 € Terra rossa Singolare - Doppio | Fernando González 7–6(4), 6(4)–7, 6–3            | Simone Bolelli                       | Paul-Henri Mathieu Younes El Aynaoui | Marin Čilić Hyung-Taik Lee Juan Martín del Potro Marat Safin     |
| 28 aprile | Internazionali di Tennis di Baviera 2008 Monaco, Germania International Series 370 000 € Terra rossa Singolare - Doppio | Michael Berrer Rainer Schüttler 7–5, 3–6, [10–8] | Scott Lipsky David Martin            | Paul-Henri Mathieu Younes El Aynaoui | Marin Čilić Hyung-Taik Lee Juan Martín del Potro Marat Safin     |

### Maggio
| Settimana | Torneo | Vincitori                                              | Finalisti                         | Semifinalisti                      | Quarti                                                          |
| --------- | --- | ------------------------------------------------------ | --------------------------------- | ---------------------------------- | --------------------------------------------------------------- |
| 5 maggio  | Internazionali d'Italia 2008 Roma, Italia Masters Series 2 270 000 € Terra rossa Singolare - Doppio         | Novak Đoković 4–6, 6–3, 6–3                            | Stan Wawrinka                     | Radek Štěpánek Andy Roddick        | Roger Federer Nicolás Almagro Tommy Robredo James Blake         |
| 5 maggio  | Internazionali d'Italia 2008 Roma, Italia Masters Series 2 270 000 € Terra rossa Singolare - Doppio         | Bob Bryan Mike Bryan 3–6, 6–4, [10–8]                  | Daniel Nestor Nenad Zimonjić      | Radek Štěpánek Andy Roddick        | Roger Federer Nicolás Almagro Tommy Robredo James Blake         |
| 12 maggio | Hamburg Masters 2008 Amburgo, Germania Masters Series 2 270 000 € Terra rossa Singolare - Doppio            | Rafael Nadal 7–5, 6(3)–7, 6–3                          | Roger Federer                     | Andreas Seppi Novak Đoković        | Fernando Verdasco Nicolas Kiefer Albert Montañés Carlos Moyá    |
| 12 maggio | Hamburg Masters 2008 Amburgo, Germania Masters Series 2 270 000 € Terra rossa Singolare - Doppio            | Daniel Nestor Nenad Zimonjić 6–4, 5–7, [10–8]          | Bob Bryan Mike Bryan              | Andreas Seppi Novak Đoković        | Fernando Verdasco Nicolas Kiefer Albert Montañés Carlos Moyá    |
| 19 maggio | Grand Prix Hassan II 2008 Casablanca, Marocco International Series 370 000 € Terra rossa Singolare - Doppio | Gilles Simon 7–5, 6–2                                  | Julien Benneteau                  | Jo-Wilfried Tsonga Agustín Calleri | Santiago Ventura Marc Gicquel Younes El Aynaoui Óscar Hernández |
| 19 maggio | Grand Prix Hassan II 2008 Casablanca, Marocco International Series 370 000 € Terra rossa Singolare - Doppio | Albert Montañés Santiago Ventura 6–1, 6–2              | James Cerretani Todd Perry        | Jo-Wilfried Tsonga Agustín Calleri | Santiago Ventura Marc Gicquel Younes El Aynaoui Óscar Hernández |
| 19 maggio | ATP Pörtschach 2008 Pörtschach, Austria International Series 370 000 € Terra rossa Singolare - Doppio       | Nikolaj Davydenko 6–2, 2–6, 6–2                        | Juan Mónaco                       | Igor' Kunicyn Ivan Ljubičić        | Andreas Seppi Jürgen Melzer Daniel Gimeno Traver Robby Ginepri  |
| 19 maggio | ATP Pörtschach 2008 Pörtschach, Austria International Series 370 000 € Terra rossa Singolare - Doppio       | Marcelo Melo André Sá 7–5, 6(3)–7, [13–11]             | Julian Knowle Jürgen Melzer       | Igor' Kunicyn Ivan Ljubičić        | Andreas Seppi Jürgen Melzer Daniel Gimeno Traver Robby Ginepri  |
| 20 maggio | World Team Cup 2008 Düsseldorf, Germania World Team Cup 1 500 000 € Terra rossa                             | Svezia 2–1                                             | Russia                            | Italia Stati Uniti                 | Spagna Spagna Germania Argentina Repubblica Ceca                |
| 26 maggio | Open di Francia 2008 Parigi, Francia Grand Slam 7 077 680 € Terra rossa Singolare - Doppio - Doppio misto   | Rafael Nadal 6–1, 6–3, 6–0                             | Roger Federer                     | Gaël Monfils Novak Đoković         | Fernando González David Ferrer Ernests Gulbis Nicolás Almagro   |
| 26 maggio | Open di Francia 2008 Parigi, Francia Grand Slam 7 077 680 € Terra rossa Singolare - Doppio - Doppio misto   | Pablo Cuevas Luis Horna 6–2, 6–3                       | Daniel Nestor Nenad Zimonjić      | Gaël Monfils Novak Đoković         | Fernando González David Ferrer Ernests Gulbis Nicolás Almagro   |
| 26 maggio | Open di Francia 2008 Parigi, Francia Grand Slam 7 077 680 € Terra rossa Singolare - Doppio - Doppio misto   | Doppio Misto: Bob Bryan Viktoryja Azaranka 6–2, 7–6(4) | Nenad Zimonjić Katarina Srebotnik | Gaël Monfils Novak Đoković         | Fernando González David Ferrer Ernests Gulbis Nicolás Almagro   |

### Giugno
| Settimana | Torneo | Vincitore                                              | Finalista                      | Semifinalisti                         | Quarti                                                            |
| --------- | --- | ------------------------------------------------------ | ------------------------------ | ------------------------------------- | ----------------------------------------------------------------- |
| 9 giugno  | Halle Open 2008 Halle, Germania International Series 713 000 € Erba Singolare - Doppio                                     | Roger Federer 6–3, 6–4                                 | Philipp Kohlschreiber          | Nicolas Kiefer James Blake            | Marcos Baghdatis Michaël Llodra Robin Söderling Andreas Beck      |
| 9 giugno  | Halle Open 2008 Halle, Germania International Series 713 000 € Erba Singolare - Doppio                                     | Michail Južnyj Miša Zverev 6–3, 4–6, [10–3]            | Lukáš Dlouhý Leander Paes      | Nicolas Kiefer James Blake            | Marcos Baghdatis Michaël Llodra Robin Söderling Andreas Beck      |
| 9 giugno  | Queen's Club Championships 2008 Queen's Club, Londra, Gran Bretagna International Series 713 000 € Erba Singolare - Doppio | Rafael Nadal 7–6(6), 7–5                               | Novak Đoković                  | Andy Roddick David Nalbandian         | Ivo Karlović Andy Murray Richard Gasquet Lleyton Hewitt           |
| 9 giugno  | Queen's Club Championships 2008 Queen's Club, Londra, Gran Bretagna International Series 713 000 € Erba Singolare - Doppio | Daniel Nestor Nenad Zimonjić 6–4, 7–6(3)               | Marcelo Melo André Sá          | Andy Roddick David Nalbandian         | Ivo Karlović Andy Murray Richard Gasquet Lleyton Hewitt           |
| 9 giugno  | Orange Warsaw Open 2008 Varsavia, Polonia International Series 425 000 € Terra rossa Singolare - Doppio                    | Nikolaj Davydenko 6–3, 6–3                             | Tommy Robredo                  | Fabio Fognini Juan Mónaco             | Evgenij Korolëv Guillermo Cañas Marcel Granollers Óscar Hernández |
| 9 giugno  | Orange Warsaw Open 2008 Varsavia, Polonia International Series 425 000 € Terra rossa Singolare - Doppio                    | Mariusz Fyrstenberg Marcin Matkowski 6–0, 3–6, [10–4]  | Nikolaj Davydenko Jurij Ščukin | Fabio Fognini Juan Mónaco             | Evgenij Korolëv Guillermo Cañas Marcel Granollers Óscar Hernández |
| 16 giugno | Ordina Open 2008 's-Hertogenbosch, Paesi Bassi International Series 370 000 € Erba Singolare - Doppio                      | David Ferrer 6–4, 6–2                                  | Marc Gicquel                   | Juan Martín del Potro Guillermo Cañas | Mario Ančić Arnaud Clément Viktor Troicki Jürgen Melzer           |
| 16 giugno | Ordina Open 2008 's-Hertogenbosch, Paesi Bassi International Series 370 000 € Erba Singolare - Doppio                      | Mario Ančić Jürgen Melzer 7–6(5), 6–3                  | Mahesh Bhupathi Leander Paes   | Juan Martín del Potro Guillermo Cañas | Mario Ančić Arnaud Clément Viktor Troicki Jürgen Melzer           |
| 16 giugno | Nottingham Open 2008 Nottingham, Gran Bretagna International Series 370 000 € Erba Singolare - Doppio                      | Ivo Karlović 7–5, 6(4)–7, 7–6(8)                       | Fernando Verdasco              | Gaël Monfils Marin Čilić              | Vince Spadea Andreas Seppi Gilles Simon Thomas Johansson          |
| 16 giugno | Nottingham Open 2008 Nottingham, Gran Bretagna International Series 370 000 € Erba Singolare - Doppio                      | Bruno Soares Kevin Ullyett 6–2, 7–6(5)                 | Jeff Coetzee Jamie Murray      | Gaël Monfils Marin Čilić              | Vince Spadea Andreas Seppi Gilles Simon Thomas Johansson          |
| 23 giugno | Torneo di Wimbledon 2008 Wimbledon, Londra, Gran Bretagna Grand Slam 5 257 000 £ Erba Singolare - Doppio - Misto           | Rafael Nadal 6–4, 6–4, 6(5)–7, 6(8)–7, 9–7             | Roger Federer                  | Marat Safin Rainer Schüttler          | Mario Ančić Feliciano López Arnaud Clément Andy Murray            |
| 23 giugno | Torneo di Wimbledon 2008 Wimbledon, Londra, Gran Bretagna Grand Slam 5 257 000 £ Erba Singolare - Doppio - Misto           | Daniel Nestor Nenad Zimonjić 7–6(12), 6(3)–7, 6–3, 6–3 | Jonas Björkman Kevin Ullyett   | Marat Safin Rainer Schüttler          | Mario Ančić Feliciano López Arnaud Clément Andy Murray            |
| 23 giugno | Torneo di Wimbledon 2008 Wimbledon, Londra, Gran Bretagna Grand Slam 5 257 000 £ Erba Singolare - Doppio - Misto           | Doppio misto: Bob Bryan Samantha Stosur 7–5, 6–4       | Mike Bryan Katarina Srebotnik  | Marat Safin Rainer Schüttler          | Mario Ančić Feliciano López Arnaud Clément Andy Murray            |

### Luglio
| Settimana | Torneo | Vincitore                                        | Finalista                          | Semifinalisti                        | Quarti                                                              |
| --------- | --- | ------------------------------------------------ | ---------------------------------- | ------------------------------------ | ------------------------------------------------------------------- |
| 7 luglio  | Swedish Open 2008 Båstad, Svezia International Series 326 000 € Terra rossa Singolare - Doppio                     | Tommy Robredo 6–4, 6–1                           | Tomáš Berdych                      | David Ferrer Fernando Verdasco       | Robin Söderling Jarkko Nieminen Potito Starace Björn Rehnquist      |
| 7 luglio  | Swedish Open 2008 Båstad, Svezia International Series 326 000 € Terra rossa Singolare - Doppio                     | Jonas Björkman Robin Söderling 6–2, 6–2          | Johan Brunström Jean-Julien Rojer  | David Ferrer Fernando Verdasco       | Robin Söderling Jarkko Nieminen Potito Starace Björn Rehnquist      |
| 7 luglio  | Allianz Suisse Open Gstaad 2008 Gstaad, Svizzera International Series 389 000 € Terra rossa Singolare - Doppio     | Victor Hănescu 6–3, 6–4                          | Igor' Andreev                      | Stan Wawrinka Guillermo García López | Guillermo Cañas Jérémy Chardy Michail Južnyj Marin Čilić            |
| 7 luglio  | Allianz Suisse Open Gstaad 2008 Gstaad, Svizzera International Series 389 000 € Terra rossa Singolare - Doppio     | Jaroslav Levinský Filip Polášek 3–6, 6–2, [11–9] | Stéphane Bohli Stan Wawrinka       | Stan Wawrinka Guillermo García López | Guillermo Cañas Jérémy Chardy Michail Južnyj Marin Čilić            |
| 7 luglio  | Campbell's Hall of Fame Championships 2008 Newport, USA International Series 385 000 $ Erba Singolare - Doppio     | Fabrice Santoro 6–3, 7–5                         | Prakash Amritraj                   | Frank Dancevic Vince Spadea          | Rohan Bopanna Igor' Kunicyn Alexander Peya Iván Navarro             |
| 7 luglio  | Campbell's Hall of Fame Championships 2008 Newport, USA International Series 385 000 $ Erba Singolare - Doppio     | Mardy Fish John Isner 6–4, 7–6(1)                | Rohan Bopanna Aisam-ul-Haq Qureshi | Frank Dancevic Vince Spadea          | Rohan Bopanna Igor' Kunicyn Alexander Peya Iván Navarro             |
| 7 luglio  | Mercedes Cup 2008 Stoccarda, Germania International Series Gold 568 000 € Terra rossa Singolare - Doppio           | Juan Martín del Potro 6–4, 7–5                   | Richard Gasquet                    | Eduardo Schwank Agustín Calleri      | Jan Hernych Philipp Kohlschreiber Michael Berrer Albert Montañés    |
| 7 luglio  | Mercedes Cup 2008 Stoccarda, Germania International Series Gold 568 000 € Terra rossa Singolare - Doppio           | Christopher Kas Philipp Kohlschreiber 6–3, 6–4   | Michael Berrer Miša Zverev         | Eduardo Schwank Agustín Calleri      | Jan Hernych Philipp Kohlschreiber Michael Berrer Albert Montañés    |
| 14 luglio | Dutch Open 2008 Amersfoort, Paesi Bassi International Series 326 000 € Terra rossa Singolare - Doppio              | Albert Montañés 1–6, 7–5, 6–3                    | Steve Darcis                       | Marc Gicquel Óscar Hernández         | Tejmuraz Gabašvili Christophe Rochus Marcel Granollers José Acasuso |
| 14 luglio | Dutch Open 2008 Amersfoort, Paesi Bassi International Series 326 000 € Terra rossa Singolare - Doppio              | František Čermák Rogier Wassen 7–5, 7–5          | Jesse Huta Galung Igor Sijsling    | Marc Gicquel Óscar Hernández         | Tejmuraz Gabašvili Christophe Rochus Marcel Granollers José Acasuso |
| 14 luglio | Indianapolis Tennis Championships 2008 Indianapolis, USA International Series 525 000 $ Cemento Singolare - Doppio | Gilles Simon 6–4, 6–4                            | Dmitrij Tursunov                   | James Blake Sam Querrey              | Lu Yen-hsun Paul Capdeville Bobby Reynolds Tommy Haas               |
| 14 luglio | Indianapolis Tennis Championships 2008 Indianapolis, USA International Series 525 000 $ Cemento Singolare - Doppio | Ashley Fisher Tripp Phillips 3–6, 6–3, [10–5]    | Scott Lipsky David Martin          | James Blake Sam Querrey              | Lu Yen-hsun Paul Capdeville Bobby Reynolds Tommy Haas               |
| 14 luglio | Austrian Open 2008 Kitzbühel, Austria International Series Gold 571 000 € Terra rossa Singolare - Doppio           | Juan Martín del Potro 6–2, 6–1                   | Jürgen Melzer                      | Victor Hănescu Potito Starace        | Nicolas Devilder Brian Dabul Eduardo Schwank Rainer Schüttler       |
| 14 luglio | Austrian Open 2008 Kitzbühel, Austria International Series Gold 571 000 € Terra rossa Singolare - Doppio           | James Cerretani Victor Hănescu 6–3, 7–5          | Lucas Arnold Ker Olivier Rochus    | Victor Hănescu Potito Starace        | Nicolas Devilder Brian Dabul Eduardo Schwank Rainer Schüttler       |
| 14 luglio | Croatia Open Umag 2008 Umago, Croazia International Series 326 000 € Terra rossa Singolare - Doppio                | Fernando Verdasco 3–6, 6–4, 7–6(4)               | Igor' Andreev                      | Fabio Fognini Máximo González        | Miša Zverev Carlos Moyá Guillermo Cañas Roko Karanušić              |
| 14 luglio | Croatia Open Umag 2008 Umago, Croazia International Series 326 000 € Terra rossa Singolare - Doppio                | Michal Mertiňák Petr Pála 2–6, 6–3, [10–5]       | Carlos Berlocq Fabio Fognini       | Fabio Fognini Máximo González        | Miša Zverev Carlos Moyá Guillermo Cañas Roko Karanušić              |
| 21 luglio | Canada Masters 2008 Toronto, Canada Masters Series 2 615 000 $ Cemento Singolare - Doppio                          | Rafael Nadal 6–3, 6–2                            | Nicolas Kiefer                     | Gilles Simon Andy Murray             | Marin Čilić James Blake Novak Đoković Richard Gasquet               |
| 21 luglio | Canada Masters 2008 Toronto, Canada Masters Series 2 615 000 $ Cemento Singolare - Doppio                          | Daniel Nestor Nenad Zimonjić 6–2, 4–6, [10–6]    | Bob Bryan Mike Bryan               | Gilles Simon Andy Murray             | Marin Čilić James Blake Novak Đoković Richard Gasquet               |
| 28 luglio | Cincinnati Masters 2008 Cincinnati, USA Masters Series 2 615 000 $ Cemento Singolare - Doppio                      | Andy Murray 7–6(4), 7–6(5)                       | Novak Đoković                      | Ivo Karlović Rafael Nadal            | Philipp Kohlschreiber Carlos Moyá Ernests Gulbis Nicolás Lapentti   |
| 28 luglio | Cincinnati Masters 2008 Cincinnati, USA Masters Series 2 615 000 $ Cemento Singolare - Doppio                      | Bob Bryan Mike Bryan 4–6, 7–6(2), [10–7]         | Jonathan Erlich Andy Ram           | Ivo Karlović Rafael Nadal            | Philipp Kohlschreiber Carlos Moyá Ernests Gulbis Nicolás Lapentti   |

### Agosto
| Settimana | Torneo                                                                                                  | Vincitore                                         | Finalista                      | Semifinalisti                      | Semifinalisti                  | Eliminati nei quarti                                        | Eliminati nei quarti |
| --------- | --- | ------------------------------------------------- | ------------------------------ | ---------------------------------- | ------------------------------ | ----------------------------------------------------------- | -------------------- |
| 4 agosto  | Countrywide Classic 2008 Los Angeles, USA International Series 475 000 $ Cemento Singolare - Doppio     | Juan Martín del Potro 6–1, 7–6(2)                 | Andy Roddick                   | Denis Gremelmayr Mardy Fish        | Denis Gremelmayr Mardy Fish    | Marc Gicquel Marat Safin Amer Delić Florent Serra           |                      |
| 4 agosto  | Countrywide Classic 2008 Los Angeles, USA International Series 475 000 $ Cemento Singolare - Doppio     | Rohan Bopanna Eric Butorac 7–6(5), 7–6(5)         | Travis Parrott Dušan Vemić     | Denis Gremelmayr Mardy Fish        | Denis Gremelmayr Mardy Fish    | Marc Gicquel Marat Safin Amer Delić Florent Serra           |                      |
| 11 agosto | Tennis ai Giochi della XXIX Olimpiade Pechino, Cina Olimpiadi Cemento                                   |                                                   |                                |                                    | Quarto posto                   | Roger Federer Paul-Henri Mathieu Gaël Monfils Jürgen Melzer |                      |
| 11 agosto | Tennis ai Giochi della XXIX Olimpiade Pechino, Cina Olimpiadi Cemento                                   | Rafael Nadal 6–3, 7–6(2), 6–3                     | Fernando González              | Novak Đoković 6–3, 7–6(4)          | James Blake                    | Roger Federer Paul-Henri Mathieu Gaël Monfils Jürgen Melzer |                      |
| 11 agosto | Tennis ai Giochi della XXIX Olimpiade Pechino, Cina Olimpiadi Cemento                                   | Roger Federer Stan Wawrinka 6–3, 6–4, 6(4)–7, 6–3 | Simon Aspelin Thomas Johansson | Bob Bryan Mike Bryan 3–6, 6–3, 6–4 | Arnaud Clément Michaël Llodra  | Roger Federer Paul-Henri Mathieu Gaël Monfils Jürgen Melzer |                      |
| 11 agosto | Washington Open 2008 Washington, USA International Series 508 000 $ Cemento Singolare - Doppio          | Juan Martín del Potro 6–3, 6–3                    | Viktor Troicki                 | Igor' Kunicyn Tommy Haas           | Igor' Kunicyn Tommy Haas       | Andy Roddick Somdev Devvarman Alejandro Falla John Isner    |                      |
| 11 agosto | Washington Open 2008 Washington, USA International Series 508 000 $ Cemento Singolare - Doppio          | Marc Gicquel Robert Lindstedt 7–6(6), 6–3         | Bruno Soares Kevin Ullyett     | Igor' Kunicyn Tommy Haas           | Igor' Kunicyn Tommy Haas       | Andy Roddick Somdev Devvarman Alejandro Falla John Isner    |                      |
| 18 agosto | Pilot Pen Tennis 2008 New Haven, USA International Series 708 000 $ Cemento Singolare - Doppio          | Marin Čilić 6–4, 4–6, 6–2                         | Mardy Fish                     | Fernando Verdasco Luka Gregorc     | Fernando Verdasco Luka Gregorc | Miša Zverev Jesse Levine Igor' Andreev Andreas Seppi        |                      |
| 18 agosto | Pilot Pen Tennis 2008 New Haven, USA International Series 708 000 $ Cemento Singolare - Doppio          | Marcelo Melo André Sá 7–5, 6–2                    | Mahesh Bhupathi Mark Knowles   | Fernando Verdasco Luka Gregorc     | Fernando Verdasco Luka Gregorc | Miša Zverev Jesse Levine Igor' Andreev Andreas Seppi        |                      |
| 25 agosto | US Open 2008 Flushing Meadows, New York, USA Grande Slam 9 350 000 $ Cemento Singolare - Doppio - Misto | Roger Federer 6–2, 7–5, 6–2                       | Andy Murray                    | Rafael Nadal Novak Đoković         | Rafael Nadal Novak Đoković     | Mardy Fish Juan Martín del Potro Andy Roddick Gilles Müller |                      |
| 25 agosto | US Open 2008 Flushing Meadows, New York, USA Grande Slam 9 350 000 $ Cemento Singolare - Doppio - Misto | Bob Bryan Mike Bryan 7–6(5), 7–6(10)              | Lukáš Dlouhý Leander Paes      | Rafael Nadal Novak Đoković         | Rafael Nadal Novak Đoković     | Mardy Fish Juan Martín del Potro Andy Roddick Gilles Müller |                      |
| 25 agosto | US Open 2008 Flushing Meadows, New York, USA Grande Slam 9 350 000 $ Cemento Singolare - Doppio - Misto | Doppio Misto: Leander Paes Cara Black 7–6(6), 6–4 | Jamie Murray Liezel Huber      | Rafael Nadal Novak Đoković         | Rafael Nadal Novak Đoković     | Mardy Fish Juan Martín del Potro Andy Roddick Gilles Müller |                      |

### Settembre
| Settimana    | Torneo | Vincitore                                                   | Finalista                            | Semifinalisti                   | Quarti                                                               |
| ------------ | --- | ----------------------------------------------------------- | ------------------------------------ | ------------------------------- | -------------------------------------------------------------------- |
| 8 settembre  | Romanian Open 2008 Bucarest, Romania International Series 370 000 € Terra rossa Singolare - Doppio                  | Gilles Simon 6–3, 6–4                                       | Carlos Moyá                          | Richard Gasquet José Acasuso    | Tejmuraz Gabašvili Guillermo García López Iván Navarro Florent Serra |
| 8 settembre  | Romanian Open 2008 Bucarest, Romania International Series 370 000 € Terra rossa Singolare - Doppio                  | Nicolas Devilder Paul-Henri Mathieu 7–6(4), 6(9)–7, [22–20] | Mariusz Fyrstenberg Marcin Matkowski | Richard Gasquet José Acasuso    | Tejmuraz Gabašvili Guillermo García López Iván Navarro Florent Serra |
| 22 settembre | Thailand Open 2008 Bangkok, Thailandia International Series 576 000 $ Cemento indoor Singolare - Doppio             | Jo-Wilfried Tsonga 7–6(4), 6–4                              | Novak Đoković                        | Tomáš Berdych Gaël Monfils      | Robin Söderling Nicolas Mahut Philipp Petzschner Jürgen Melzer       |
| 22 settembre | Thailand Open 2008 Bangkok, Thailandia International Series 576 000 $ Cemento indoor Singolare - Doppio             | Lukáš Dlouhý Leander Paes 6–4, 7–6(4)                       | Scott Lipsky David Martin            | Tomáš Berdych Gaël Monfils      | Robin Söderling Nicolas Mahut Philipp Petzschner Jürgen Melzer       |
| 22 settembre | China Open 2008 Pechino, Cina International Series 524 000 $ Cemento Singolare - Doppio                             | Andy Roddick 6–4, 6(6)–7, 6–3                               | Dudi Sela                            | Rainer Schüttler Björn Phau     | Tommy Robredo Richard Gasquet Fernando González Juan Carlos Ferrero  |
| 22 settembre | China Open 2008 Pechino, Cina International Series 524 000 $ Cemento Singolare - Doppio                             | Stephen Huss Ross Hutchins 7–5, 6–4                         | Ashley Fisher Bobby Reynolds         | Rainer Schüttler Björn Phau     | Tommy Robredo Richard Gasquet Fernando González Juan Carlos Ferrero  |
| 29 settembre | Open de Moselle 2008 Metz, Francia International Series 370 000 € Cemento indoor Singolare - Doppio                 | Dmitrij Tursunov 7–6(6), 1–6, 6–4                           | Paul-Henri Mathieu                   | Radek Štěpánek Adrian Mannarino | Carlos Moyá Eduardo Schwank Janko Tipsarević Marc Gicquel            |
| 29 settembre | Open de Moselle 2008 Metz, Francia International Series 370 000 € Cemento indoor Singolare - Doppio                 | Arnaud Clément Michaël Llodra 5–7, 6–3, [10–8]              | Mariusz Fyrstenberg Marcin Matkowski | Radek Štěpánek Adrian Mannarino | Carlos Moyá Eduardo Schwank Janko Tipsarević Marc Gicquel            |
| 29 settembre | Japan Open Tennis Championships 2008 Tokyo, Giappone International Series Gold 969 000 $ Cemento Singolare - Doppio | Tomáš Berdych 6–1, 6–4                                      | Juan Martín del Potro                | Richard Gasquet Andy Roddick    | David Ferrer Rainer Schüttler Fernando González Viktor Troicki       |
| 29 settembre | Japan Open Tennis Championships 2008 Tokyo, Giappone International Series Gold 969 000 $ Cemento Singolare - Doppio | Michail Južnyj Miša Zverev 6–3, 6–4                         | Lukáš Dlouhý Leander Paes            | Richard Gasquet Andy Roddick    | David Ferrer Rainer Schüttler Fernando González Viktor Troicki       |

### Ottobre
| Settimana  | Torneo | Vincitore                                              | Finalista                             | Semifinalisti                         | Quarti                                                            |
| ---------- | --- | ------------------------------------------------------ | ------------------------------------- | ------------------------------------- | ----------------------------------------------------------------- |
| 6 ottobre  | Kremlin Cup 2008 Mosca, Russia International Series 1 049 000 $ Cemento indoor Singolare - Doppio                   | Igor' Kunicyn 7–6(6), 6(4)–7, 6–3                      | Marat Safin                           | Miša Zverev Fabrice Santoro           | Nikolaj Davydenko Viktor Troicki Paul-Henri Mathieu Jérémy Chardy |
| 6 ottobre  | Kremlin Cup 2008 Mosca, Russia International Series 1 049 000 $ Cemento indoor Singolare - Doppio                   | Serhij Stachovs'kyj Potito Starace 7–6(4), 2–6, [10–6] | Stephen Huss Ross Hutchins            | Miša Zverev Fabrice Santoro           | Nikolaj Davydenko Viktor Troicki Paul-Henri Mathieu Jérémy Chardy |
| 6 ottobre  | Stockholm Open 2008 Stoccolma, Svezia International Series 713 000 € Cemento indoor Singolare - Doppio              | David Nalbandian 6–2, 5–7, 6–3                         | Robin Söderling                       | Jarkko Nieminen Kei Nishikori         | Albert Montañés Óscar Hernández Rainer Schüttler Mario Ančić      |
| 6 ottobre  | Stockholm Open 2008 Stoccolma, Svezia International Series 713 000 € Cemento indoor Singolare - Doppio              | Jonas Björkman Kevin Ullyett 6–1, 6–3                  | Johan Brunström Michael Ryderstedt    | Jarkko Nieminen Kei Nishikori         | Albert Montañés Óscar Hernández Rainer Schüttler Mario Ančić      |
| 6 ottobre  | Vienna Open 2008 Vienna, Austria International Series Gold 674 000 € Cemento indoor Singolare - Doppio              | Philipp Petzschner 6–4, 6–4                            | Gaël Monfils                          | Feliciano López Philipp Kohlschreiber | Carlos Moyá Jürgen Melzer Fernando Verdasco Fernando González     |
| 6 ottobre  | Vienna Open 2008 Vienna, Austria International Series Gold 674 000 € Cemento indoor Singolare - Doppio              | Maks Mirny Andy Ram 6–1, 7–5                           | Philipp Petzschner Alexander Peya     | Feliciano López Philipp Kohlschreiber | Carlos Moyá Jürgen Melzer Fernando Verdasco Fernando González     |
| 13 ottobre | Madrid Masters 2008 Madrid, Spagna Masters Series 2 270 000 € Cemento indoor Singolare - Doppio                     | Andy Murray 6–4, 7–6(6)                                | Gilles Simon                          | Rafael Nadal Roger Federer            | Feliciano López Ivo Karlović Gaël Monfils Juan Martín del Potro   |
| 13 ottobre | Madrid Masters 2008 Madrid, Spagna Masters Series 2 270 000 € Cemento indoor Singolare - Doppio                     | Mariusz Fyrstenberg Marcin Matkowski 6–4, 6–2          | Mahesh Bhupathi Mark Knowles          | Rafael Nadal Roger Federer            | Feliciano López Ivo Karlović Gaël Monfils Juan Martín del Potro   |
| 20 ottobre | Swiss Indoors 2008 Basilea, Svizzera International Series 891 000 € Cemento indoor Singolare - Doppio               | Roger Federer 6–3, 6–4                                 | David Nalbandian                      | Feliciano López Juan Martín del Potro | Simone Bolelli James Blake Igor' Andreev Benjamin Becker          |
| 20 ottobre | Swiss Indoors 2008 Basilea, Svizzera International Series 891 000 € Cemento indoor Singolare - Doppio               | Mahesh Bhupathi Mark Knowles 6–3, 6–3                  | Christopher Kas Philipp Kohlschreiber | Feliciano López Juan Martín del Potro | Simone Bolelli James Blake Igor' Andreev Benjamin Becker          |
| 20 ottobre | Grand Prix de Tennis de Lyon 2008 Lione, Francia International Series 713 000 € Sintetico indoor Singolare - Doppio | Robin Söderling 6–3, 6(5)–7, 6–1                       | Julien Benneteau                      | Gilles Simon Jo-Wilfried Tsonga       | Andy Roddick Josselin Ouanna Juan Carlos Ferrero Steve Darcis     |
| 20 ottobre | Grand Prix de Tennis de Lyon 2008 Lione, Francia International Series 713 000 € Sintetico indoor Singolare - Doppio | Michaël Llodra Andy Ram 6–3, 5–7, [10–8]               | Stephen Huss Ross Hutchins            | Gilles Simon Jo-Wilfried Tsonga       | Andy Roddick Josselin Ouanna Juan Carlos Ferrero Steve Darcis     |
| 20 ottobre | St. Petersburg Open 2008 San Pietroburgo, Russia International Series 1 049 000 $ Cemento indoor Singolare - Doppio | Andy Murray 6–1, 6–1                                   | Andrej Golubev                        | Fernando Verdasco Victor Hănescu      | Janko Tipsarević Rainer Schüttler Miša Zverev Michail Elgin       |
| 20 ottobre | St. Petersburg Open 2008 San Pietroburgo, Russia International Series 1 049 000 $ Cemento indoor Singolare - Doppio | Travis Parrott Filip Polášek 3–6, 7–6(4), [10–8]       | Rohan Bopanna Maks Mirny              | Fernando Verdasco Victor Hănescu      | Janko Tipsarević Rainer Schüttler Miša Zverev Michail Elgin       |
| 27 ottobre | BNP Paribas Masters 2008 Parigi, Francia Masters Series 2 270 000 € Cemento indoor Singolare - Doppio               | Jo-Wilfried Tsonga 6–3, 4–6, 6–4                       | David Nalbandian                      | Nikolaj Davydenko James Blake         | Rafael Nadal Andy Murray Andy Roddick Roger Federer               |
| 27 ottobre | BNP Paribas Masters 2008 Parigi, Francia Masters Series 2 270 000 € Cemento indoor Singolare - Doppio               | Jonas Björkman Kevin Ullyett 6–2, 6–2                  | Jeff Coetzee Wesley Moodie            | Nikolaj Davydenko James Blake         | Rafael Nadal Andy Murray Andy Roddick Roger Federer               |

### Novembre
| Settimana  | Torneo                                                                                                  | Vincitore                                | Finalista            | Semifinalisti            | Quarti                                                                             |
| ---------- | --- | ---------------------------------------- | -------------------- | ------------------------ | ---------------------------------------------------------------------------------- |
| 9 novembre | Tennis Masters Cup 2008 Shanghai, Cina Tennis Masters Cup 4 450 000 $ Cemento indoor Singolare - Doppio | Novak Đoković 6–1, 7–5                   | Nikolaj Davydenko    | Andy Murray Gilles Simon | Jo-Wilfried Tsonga Andy Roddick Radek Štěpánek Juan Martín del Potro Roger Federer |
| 9 novembre | Tennis Masters Cup 2008 Shanghai, Cina Tennis Masters Cup 4 450 000 $ Cemento indoor Singolare - Doppio | Daniel Nestor Nenad Zimonjić 7–6(3), 6–2 | Bob Bryan Mike Bryan | Andy Murray Gilles Simon | Jo-Wilfried Tsonga Andy Roddick Radek Štěpánek Juan Martín del Potro Roger Federer |

### Dicembre
Nessun evento

## Statistiche

### Piazziamenti per giocatore (singolare)
| Piazzamenti Totali | Giocatore              | W GS | W MS | W ISG | W IS | W O | W TMC | F GS | F MS | F ISG | F IS | F O | F MC | SF GS | SF MS | SF ISG | SF IS | SF Giochi olimpici estivi | SF MC | QF GS | QF MS | QF ISG | QF IS | QF Giochi olimpici estivi | RR MC |
| ------------------ | ---------------------- | ---- | ---- | ----- | ---- | --- | ----- | ---- | ---- | ----- | ---- | --- | ---- | ----- | ----- | ------ | ----- | ------------------------- | ----- | ----- | ----- | ------ | ----- | ------------------------- | ----- |
| 18                 | Rafael Nadal           | 2    | 3    | 1     | 1    | 1   |       |      | 1    |       | 1    |     |      | 2     | 3     |        |       |                           |       |       | 1     | 1      |       |                           |       |
| 16                 | Roger Federer          | 1    |      |       | 3    |     |       | 2    | 2    |       |      |     |      | 1     | 2     |        |       |                           |       |       | 3     |        |       | 1                         | 1     |
| 14                 | Novak Đoković          | 1    | 2    |       |      |     | 1     |      | 1    |       | 2    |     |      | 2     | 2     | 1      |       | 3º posto                  |       |       | 1     |        |       |                           |       |
| 13                 | Andy Roddick           |      |      | 1     | 2    |     |       |      |      |       | 1    |     |      |       | 2     | 1      | 1     |                           |       | 1     | 1     |        | 2     |                           | 1     |
| 13                 | James Blake            |      |      |       |      |     |       |      |      |       | 2    |     |      |       | 1     |        | 2     | 4º posto                  |       |       | 4     |        | 3     |                           |       |
| 12                 | Andy Murray            |      | 2    |       | 3    |     |       | 1    |      |       |      |     |      |       | 1     |        |       |                           | 1     | 1     | 1     | 1      | 1     |                           |       |
| 11                 | Juan Martín del Potro  |      |      | 2     | 2    |     |       |      |      | 1     |      |     |      |       |       |        | 2     |                           |       | 1     | 1     |        | 1     |                           | 1     |
| 10                 | Nikolaj Davydenko      |      | 1    |       | 2    |     |       |      |      |       | 1    |     | 1    |       | 2     | 1      | 1     |                           |       |       |       |        | 1     |                           |       |
| 10                 | David Ferrer           |      |      |       | 2    |     |       |      |      | 1     |      |     |      |       |       |        | 1     |                           |       | 2     | 1     | 2      | 1     |                           |       |
| 9                  | Gilles Simon           |      |      |       | 3    |     |       |      | 1    |       |      |     |      |       | 1     | 1      | 1     |                           | 1     |       |       |        | 1     |                           |       |
| 8                  | David Nalbandian       |      |      |       | 2    |     |       |      | 1    | 1     | 1    |     |      |       |       |        | 1     |                           |       |       | 1     |        |       |                           |       |
| 8                  | Robin Söderling        |      |      |       | 1    |     |       |      |      | 2     | 1    |     |      |       |       |        |       |                           |       |       |       |        | 4     |                           |       |
| 8                  | Fernando Verdasco      |      |      |       | 1    |     |       |      |      |       | 1    |     |      |       |       |        | 3     |                           |       |       | 1     | 1      | 1     |                           |       |
| 8                  | Igor' Andreev          |      |      |       |      |     |       |      |      |       | 2    |     |      |       |       |        |       |                           |       |       | 2     | 1      | 3     |                           |       |
| 7                  | Jo-Wilfried Tsonga     |      | 1    |       | 1    |     |       | 1    |      |       |      |     |      |       |       |        | 3     |                           |       |       |       |        |       |                           | 1     |
| 7                  | Nicolás Almagro        |      |      | 1     | 1    |     |       |      |      |       | 1    |     |      |       |       |        |       |                           |       | 1     | 1     | 1      | 1     |                           |       |
| 7                  | Fernando González      |      |      |       | 2    |     |       |      |      |       |      | 1   |      |       |       |        |       |                           |       | 1     |       | 2      | 1     |                           |       |
| 7                  | Mardy Fish             |      |      |       |      |     |       |      | 1    |       | 1    |     |      |       |       |        | 1     |                           |       | 1     |       |        | 3     |                           |       |
| 7                  | Agustín Calleri        |      |      |       |      |     |       |      |      |       |      |     |      |       |       | 1      | 1     |                           |       |       |       | 1      | 4     |                           |       |
| 6                  | Tommy Robredo          |      |      |       | 1    |     |       |      |      |       | 1    |     |      |       |       |        | 1     |                           |       |       | 1     | 1      | 1     | 1                         |       |
| 6                  | Marin Čilić            |      |      |       | 1    |     |       |      |      |       |      |     |      |       |       |        | 2     |                           |       |       | 1     |        | 2     |                           |       |
| 6                  | Gaël Monfils           |      |      |       |      |     |       |      |      | 1     |      |     |      | 1     |       |        | 2     |                           |       |       | 1     |        |       | 1                         |       |
| 6                  | Richard Gasquet        |      |      |       |      |     |       |      |      | 1     |      |     |      |       |       | 1      | 1     |                           |       |       | 1     |        | 2     |                           |       |
| 6                  | Jürgen Melzer          |      |      |       |      |     |       |      |      | 1     |      |     |      |       |       |        |       |                           |       |       |       | 1      | 3     | 1                         |       |
| 6                  | Radek Štěpánek         |      |      |       |      |     |       |      |      |       | 1    |     |      |       | 1     | 1      | 2     |                           |       |       |       |        |       |                           | 1     |
| 6                  | Paul-Henri Mathieu     |      |      |       |      |     |       |      |      |       | 1    |     |      |       |       |        | 2     |                           |       |       |       |        | 2     | 1                         |       |
| 6                  | Mario Ančić            |      |      |       |      |     |       |      |      |       | 1    |     |      |       |       |        | 1     |                           |       | 2     |       |        | 2     |                           |       |
| 6                  | Marc Gicquel           |      |      |       |      |     |       |      |      |       | 1    |     |      |       |       |        | 1     |                           |       |       |       |        | 4     |                           |       |
| 6                  | Rainer Schüttler       |      |      |       |      |     |       |      |      |       |      |     |      | 1     |       |        | 1     |                           |       |       |       | 2      | 2     |                           |       |
| 6                  | Óscar Hernández        |      |      |       |      |     |       |      |      |       |      |     |      |       |       |        | 2     |                           |       |       |       |        | 4     |                           |       |
| 5                  | Tomáš Berdych          |      |      | 1     |      |     |       |      |      |       | 1    |     |      |       | 1     |        | 1     |                           |       |       |       |        | 1     |                           |       |
| 5                  | Ivo Karlović           |      |      |       | 1    |     |       |      |      |       |      |     |      |       | 1     | 1      |       |                           |       |       | 1     |        | 1     |                           |       |
| 5                  | Igor' Kunicyn          |      |      |       | 1    |     |       |      |      |       |      |     |      |       |       |        | 2     |                           |       |       |       |        | 2     |                           |       |
| 5                  | Albert Montañés        |      |      |       | 1    |     |       |      |      |       |      |     |      |       |       |        |       |                           |       |       | 1     | 2      | 1     |                           |       |
| 5                  | Stan Wawrinka          |      |      |       |      |     |       |      | 1    |       | 1    |     |      |       |       | 1      | 1     |                           |       |       | 1     |        |       |                           |       |
| 5                  | Feliciano López        |      |      |       |      |     |       |      |      | 1     |      |     |      |       |       | 1      | 1     |                           |       | 1     | 1     |        |       |                           |       |
| 5                  | Juan Mónaco            |      |      |       |      |     |       |      |      |       | 2    |     |      |       |       |        | 2     |                           |       |       |       |        | 1     |                           |       |
| 5                  | Philipp Kohlschreiber  |      |      |       |      |     |       |      |      |       | 1    |     |      |       |       | 1      |       |                           |       |       | 1     | 1      | 1     |                           |       |
| 5                  | Carlos Moyá            |      |      |       |      |     |       |      |      |       | 1    |     |      |       |       |        |       |                           |       |       | 2     |        | 2     |                           |       |
| 5                  | Potito Starace         |      |      |       |      |     |       |      |      |       |      |     |      |       |       | 1      |       |                           |       |       |       | 1      | 3     |                           |       |
| 5                  | Guillermo Cañas        |      |      |       |      |     |       |      |      |       |      |     |      |       |       |        | 2     |                           |       |       |       |        | 3     |                           |       |
| 5                  | Miša Zverev            |      |      |       |      |     |       |      |      |       |      |     |      |       |       |        | 1     |                           |       |       |       | 1      | 3     |                           |       |
| 4                  | Michaël Llodra         |      |      | 1     | 1    |     |       |      |      |       |      |     |      |       |       |        |       |                           |       |       |       |        | 2     |                           |       |
| 4                  | Dmitrij Tursunov       |      |      |       | 2    |     |       |      |      |       | 1    |     |      |       |       |        |       |                           |       |       |       |        | 1     |                           |       |
| 4                  | Sam Querrey            |      |      |       | 1    |     |       |      |      |       |      |     |      |       |       |        | 2     |                           |       |       | 1     |        |       |                           |       |
| 4                  | Michail Južnyj         |      |      |       | 1    |     |       |      |      |       |      |     |      |       |       |        |       |                           |       | 1     |       |        | 2     |                           |       |
| 4                  | Marcel Granollers      |      |      |       | 1    |     |       |      |      |       |      |     |      |       |       |        |       |                           |       |       |       |        | 3     |                           |       |
| 4                  | Julien Benneteau       |      |      |       |      |     |       |      |      |       | 2    |     |      |       |       |        | 1     |                           |       |       |       |        | 1     |                           |       |
| 4                  | Marat Safin            |      |      |       |      |     |       |      |      |       | 1    |     |      | 1     |       |        |       |                           |       |       |       |        | 2     |                           |       |
| 4                  | José Acasuso           |      |      |       |      |     |       |      |      |       | 1    |     |      |       |       | 1      |       |                           |       |       |       |        | 2     |                           |       |
| 4                  | Jarkko Nieminen        |      |      |       |      |     |       |      |      |       | 1    |     |      |       |       |        | 1     |                           |       | 1     |       |        | 1     |                           |       |
| 4                  | Viktor Troicki         |      |      |       |      |     |       |      |      |       | 1    |     |      |       |       |        |       |                           |       |       |       | 1      | 2     |                           |       |
| 4                  | Andreas Seppi          |      |      |       |      |     |       |      |      |       |      |     |      |       | 1     |        |       |                           |       |       |       | 1      | 2     |                           |       |
| 4                  | Eduardo Schwank        |      |      |       |      |     |       |      |      |       |      |     |      |       |       | 1      |       |                           |       |       |       | 1      | 2     |                           |       |
| 4                  | Fabio Fognini          |      |      |       |      |     |       |      |      |       |      |     |      |       |       |        | 3     |                           |       |       |       |        | 1     |                           |       |
| 4                  | Robby Ginepri          |      |      |       |      |     |       |      |      |       |      |     |      |       |       |        | 3     |                           |       |       |       |        | 1     |                           |       |
| 4                  | Guillermo García López |      |      |       |      |     |       |      |      |       |      |     |      |       |       |        | 2     |                           |       |       |       |        | 2     |                           |       |
| 4                  | Florent Serra          |      |      |       |      |     |       |      |      |       |      |     |      |       |       |        | 1     |                           |       |       |       |        | 3     |                           |       |
| 4                  | Evgenij Korolëv        |      |      |       |      |     |       |      |      |       |      |     |      |       |       |        | 1     |                           |       |       |       |        | 3     |                           |       |
| 4                  | Robin Haase            |      |      |       |      |     |       |      |      |       |      |     |      |       |       |        |       |                           |       |       |       | 1      | 3     |                           |       |
| 4                  | Tejmuraz Gabašvili     |      |      |       |      |     |       |      |      |       |      |     |      |       |       |        |       |                           |       |       |       | 1      | 3     |                           |       |